# Anopolis (Sfakia)
Anopolis of Anopoli (Grieks: Ανώπολι; hoog gelegen plaats) is een dorp in het zuiden van het Griekse eiland Kreta, op 600 meter hoogte gelegen op een vlakte in het gebergte Lefka Ori. Het ligt op twaalf kilometer van de kustplaats Chora Sfakion en behoort tot de gemeente Sfakia.
Het dorp is vooral bekend als de geboorteplaats van de achttiende-eeuwse koopman en revolutionair Daskalogiannis, die met een standbeeld op het centrale plein geëerd wordt.

## Geschiedenis
Anopolis was in de Romeinse en Venetiaanse tijd groter en welvarender. De plaats had een haven op de plek waar tegenwoordig het dorp Loutro ligt, waar de handelsschepen lagen die werden uitgezonden naar diverse havens rond de Middellandse Zee. De afgelegen ligging in de bergen zorgde ervoor dat het dorp een revolutionair centrum was tegen vreemde overheersing van Kreta en Griekenland. De rebellie leidde ertoe dat Anopolis in 1365 door de Venetianen werd verwoest en in 1771 en 1867 door de Turken.
In Anopolis is de kerk Agios Georgios. Hier riep Daskalogiannis in maart 1770 een opstand tegen de Turken uit, door een vlag op de toren te hijsen.

## Omgeving
Op twee kilometer westelijk liggen de ruïnes van het verlaten dorp Aradena. In de omgeving liggen diverse kloven, waaronder de Aradenakloof. Vanuit Anopolis loopt een weg de Lefka Ori in, richting onder andere de Pachnes. Iets ten zuiden van het dorp ligt op een bergrug het kapelletje Agia Ekaterini, van waaruit de Libische Zee en Loutro te zien is.

## Bestuurlijk
De dorpsgemeenschap (koinotita) Anopolis behoort tot de gemeente Sfakia en de bestuurlijke regio Kreta. Tot de dorpsgemeenschap behoren in totaal acht buurtschappen, waaronder Loutro en Agios Ioannis.